# Шевченкова алея
Шевче́нкова але́я — алея з 19 скульптур біля підніжжя Тарасової гори у Каневі, присвячена персонажам творів Т. Г. Шевченка, створена у 2007 році за сприяння Президента України В. А. Ющенка.

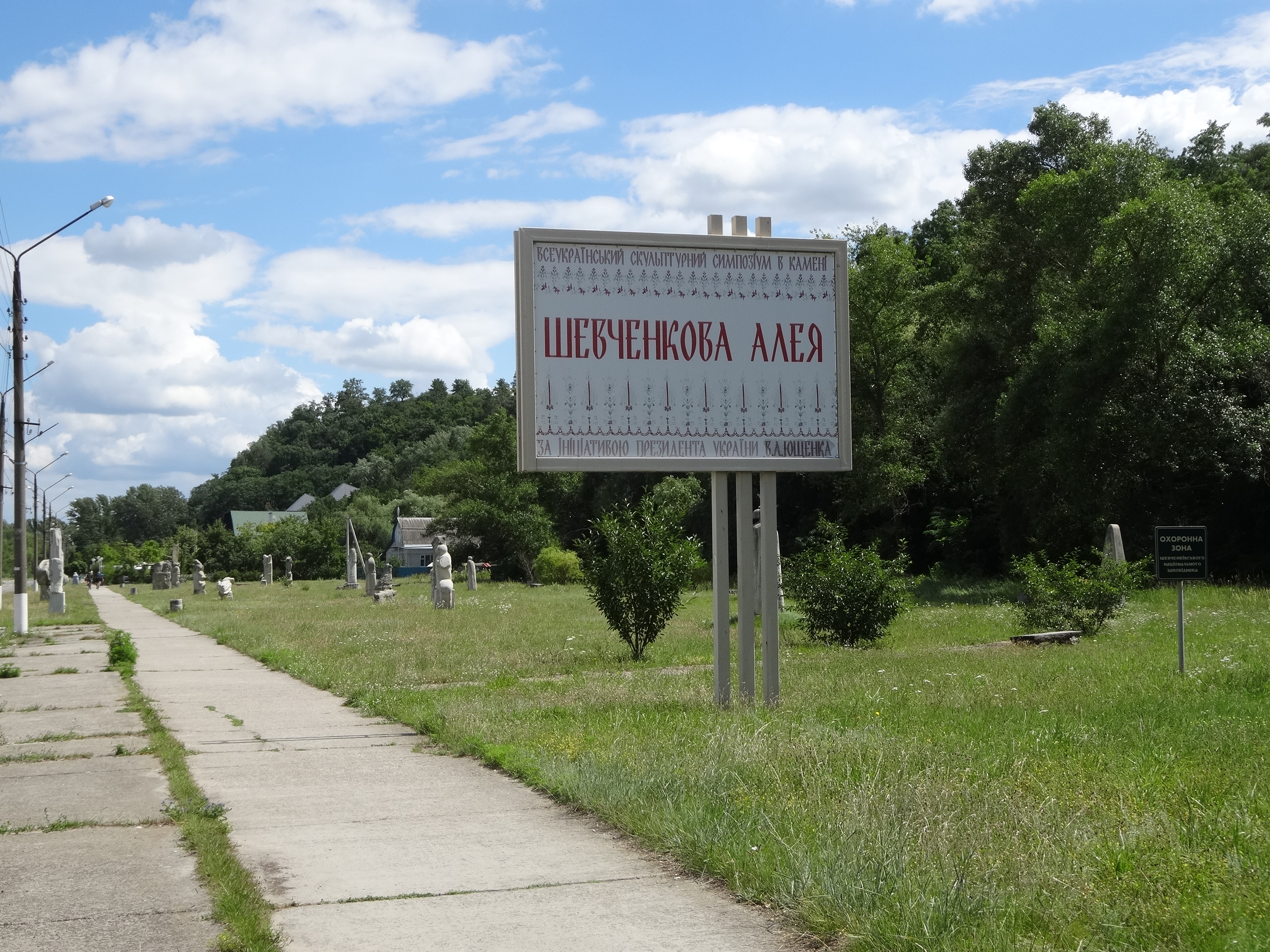

Сорок днів над їх створенням з брил пісковику й вапняку працювали провідні майстри з різних куточків України. Спершу монументи планували вишикувати від Успенського собору до Чернечої гори — за маршрутом останнього шляху Кобзаря. Проте скульптори наполягли, щоб їхні роботи стояли разом. Тож під Тарасовою горою вони утворять своєрідний парк скульптур.
Для скульпторів із Ямпільських кар'єрів Вінниччини завезли кам'яні брили. Кожна — вагою шість тонн, аби фантазії скульпторів було де розгулятися. Черкасця Миколу Теліженка зацікавила Коліївщина. Підніжжя його скульптури прикрашають образи кобзаря й коня — уособлення спаплюженої землі. Вінцем творіння став орел — символ польської влади, який клює голови українських селян.
Микола Теліженко, заслужений художник України (м. Черкаси): «Найближчим часом ювілей народно-визвольної війни — Коліївщини. І, наближаючись до творчості Шевченка, збагнув, що, гайдамакам, Коліївщині немає жодного пам'ятника в Україні. Це була всеукраїнська масова хвиля визвольної війни. Це трагічна сторінка історії. Хотілося її відобразити».
Свої роботи скульптори подарували Каневу. За задумом, на святому для українців місці ще мають висадити вишні, верби й тополі. І облаштувати набережну Дніпра. А залишки кам'яних брил міська влада хоче використати для ремонту дороги біля Тарасової гори.

## Галерея

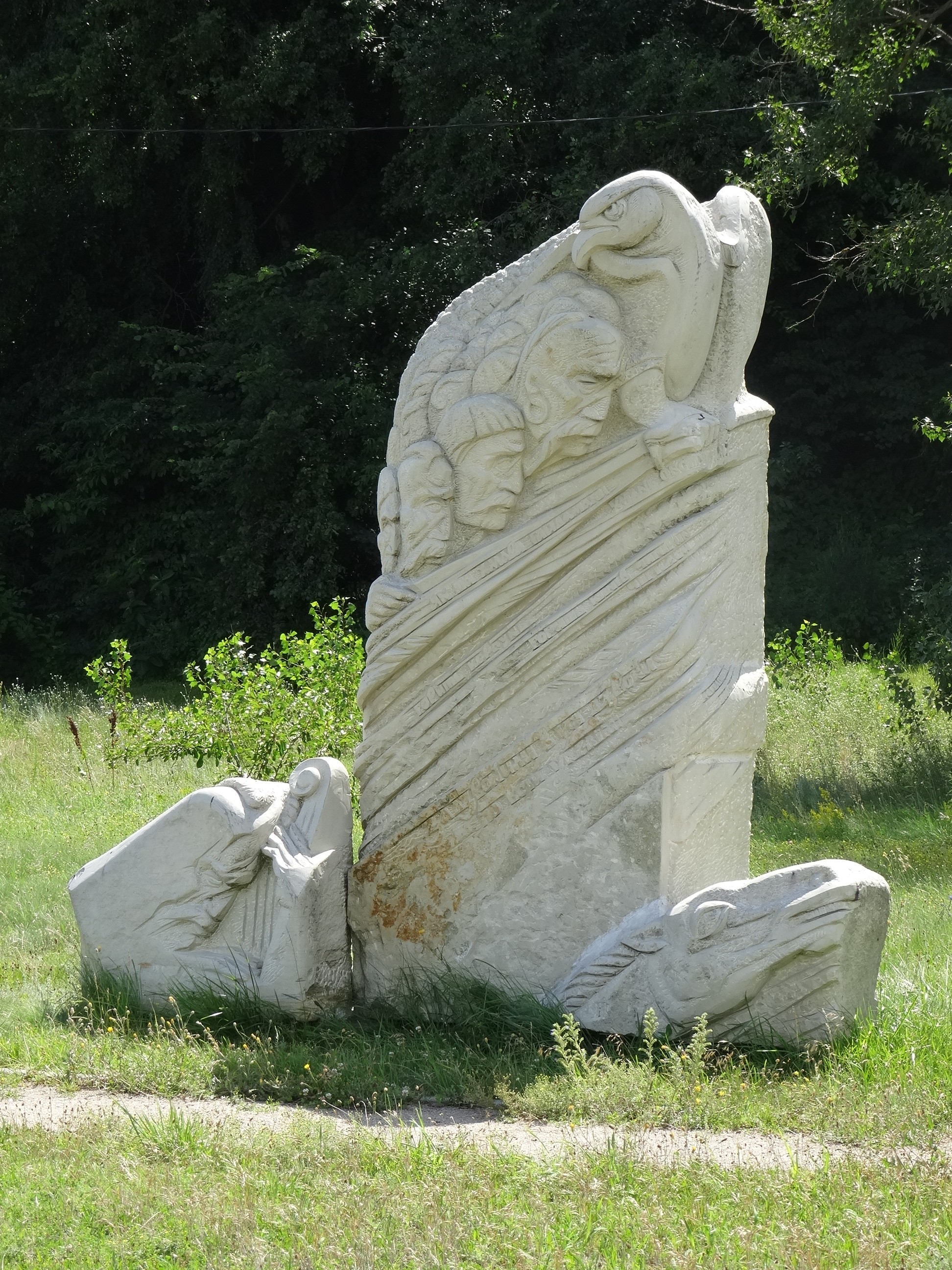
«Коліївщина»
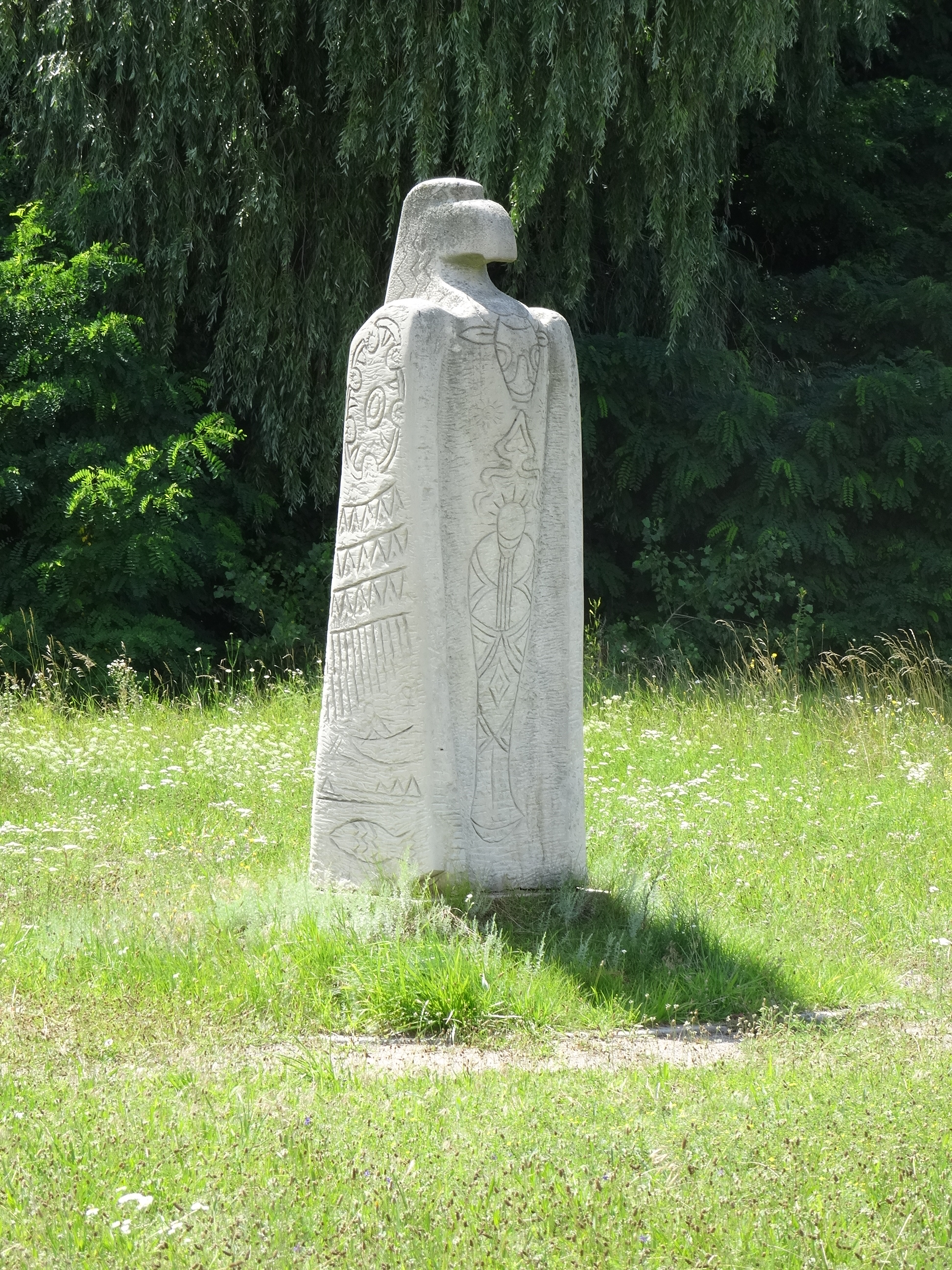
«Дух степів»
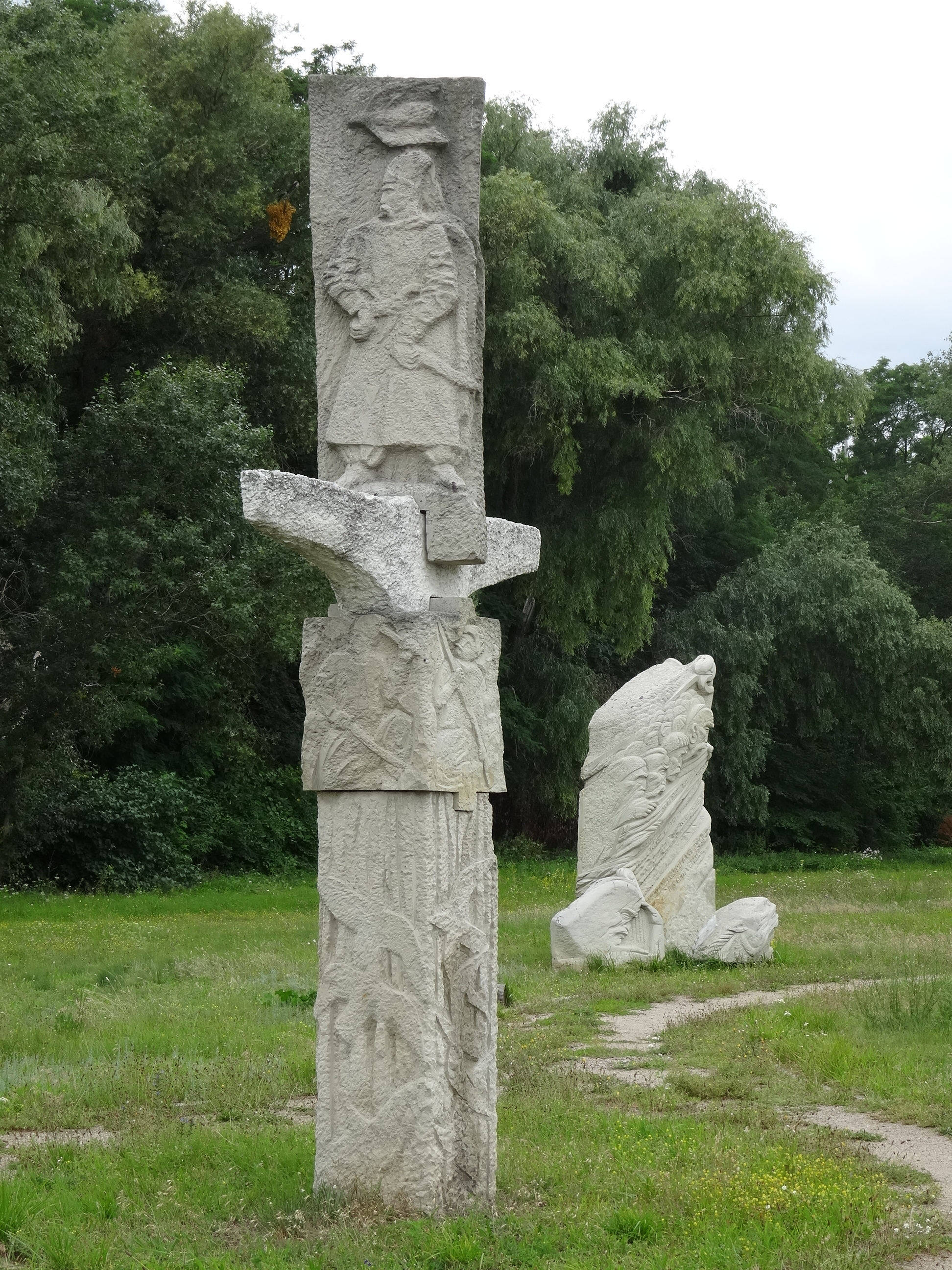
«Гамалія»
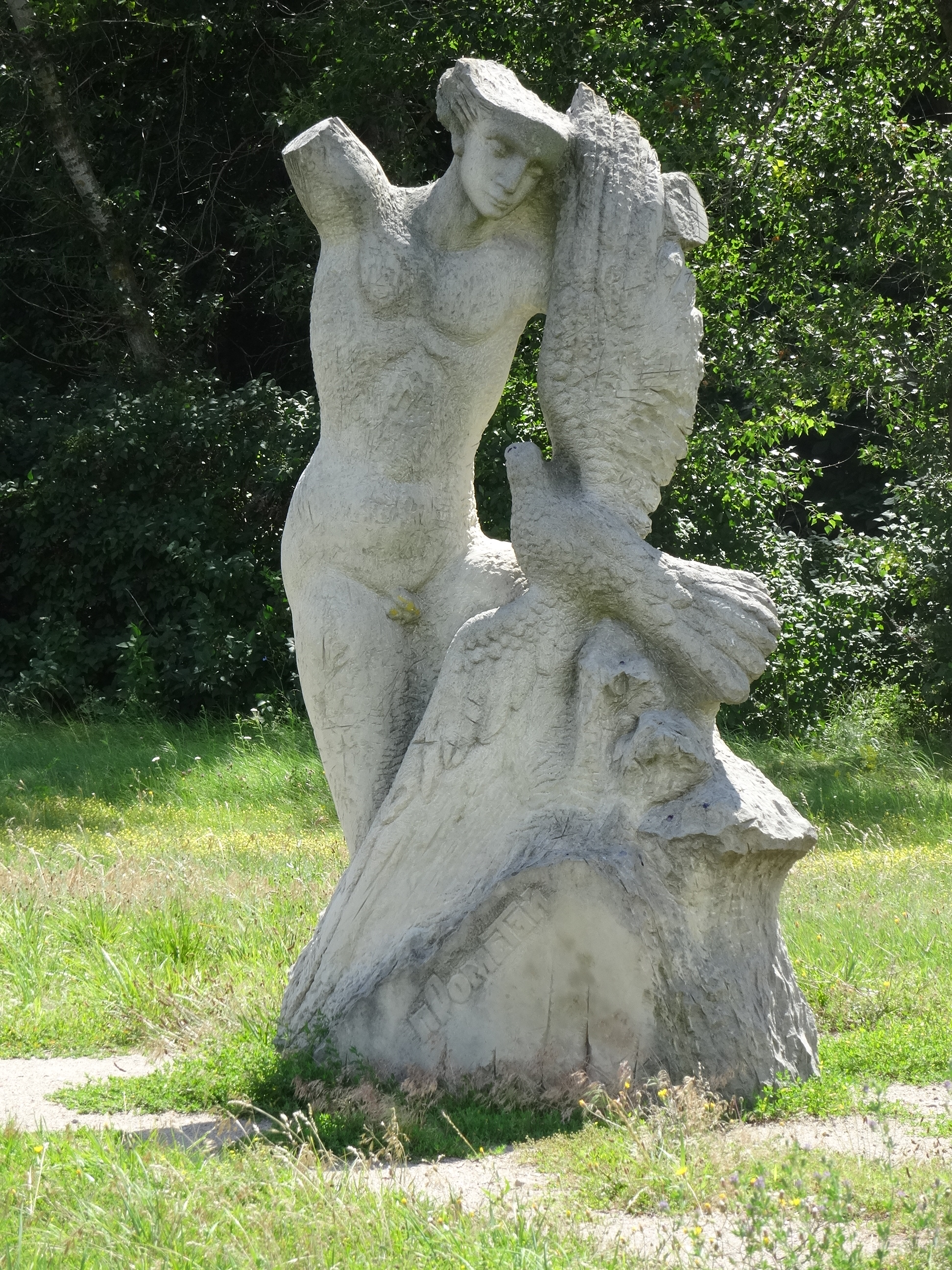
«Прометей»
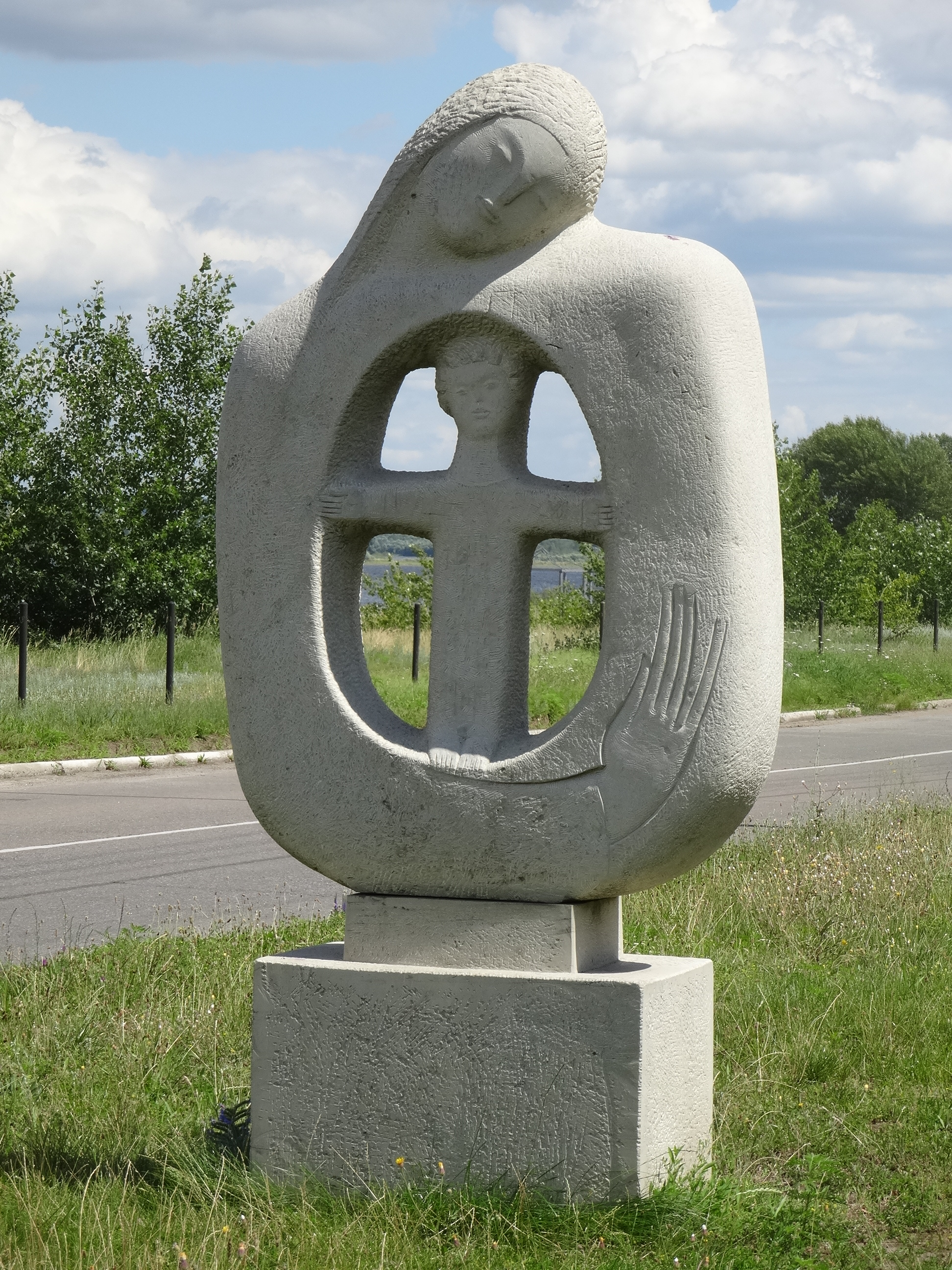
«Народження генія»
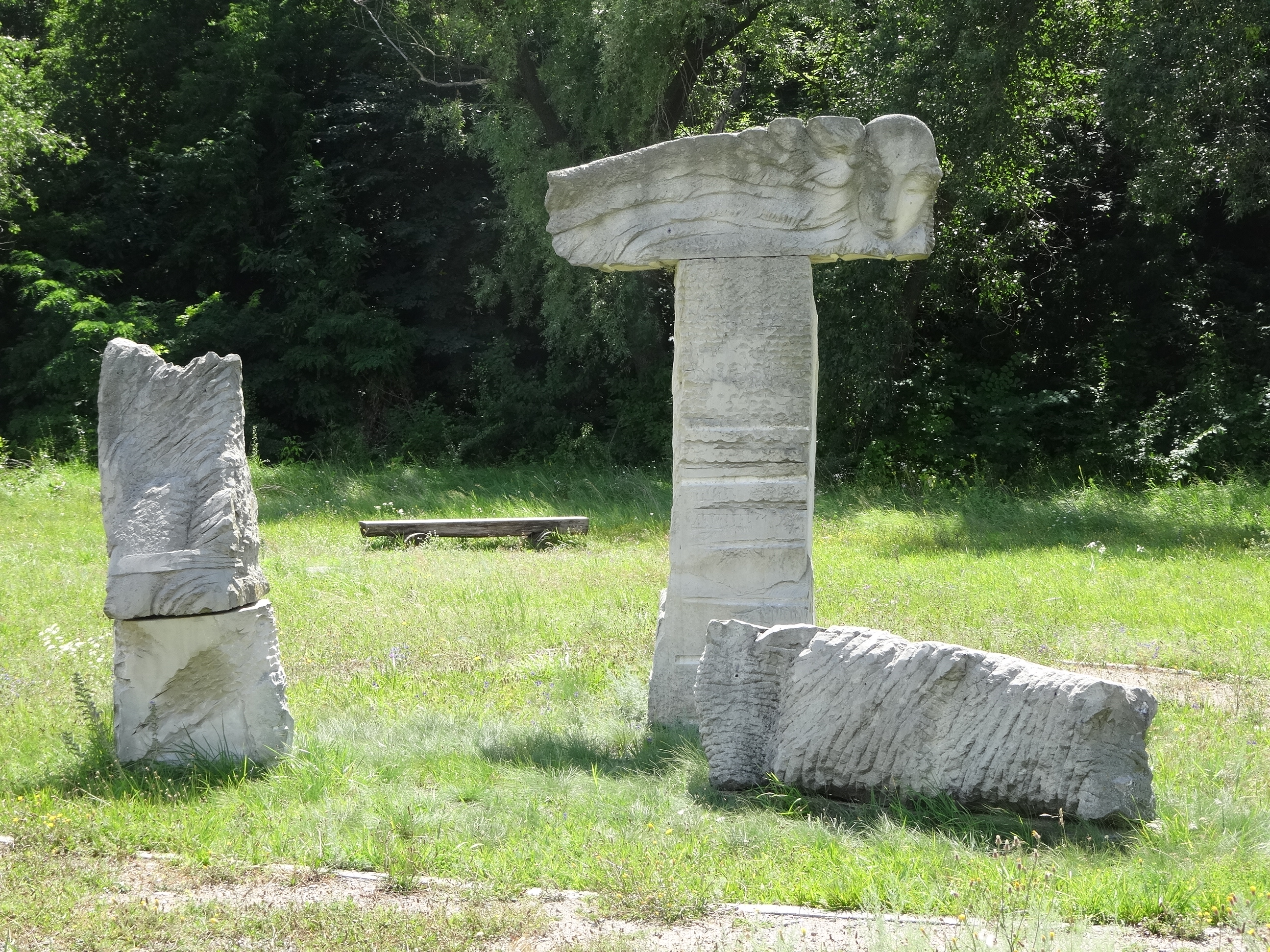
«Три душі»
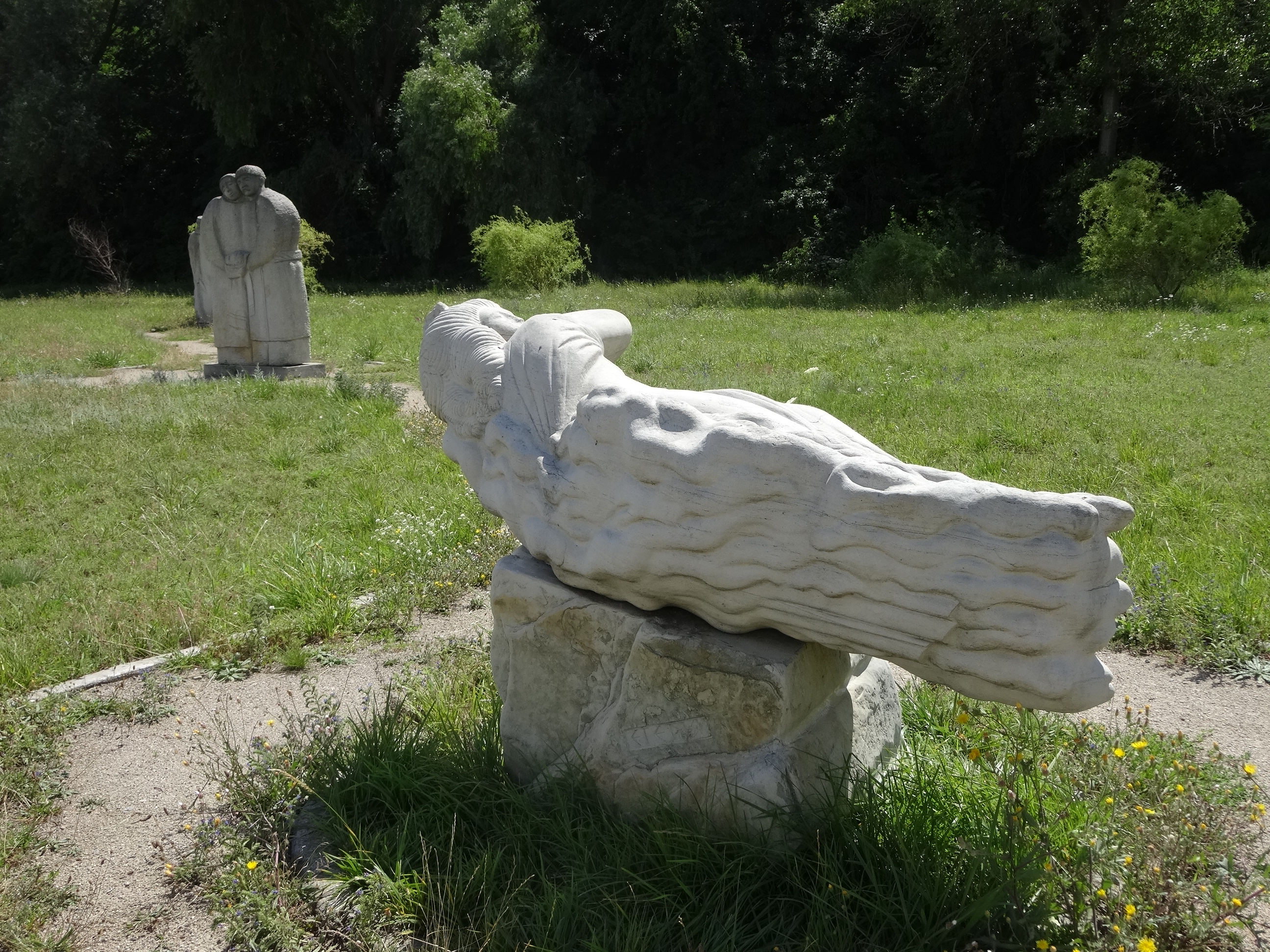
«Німфа Етерія»
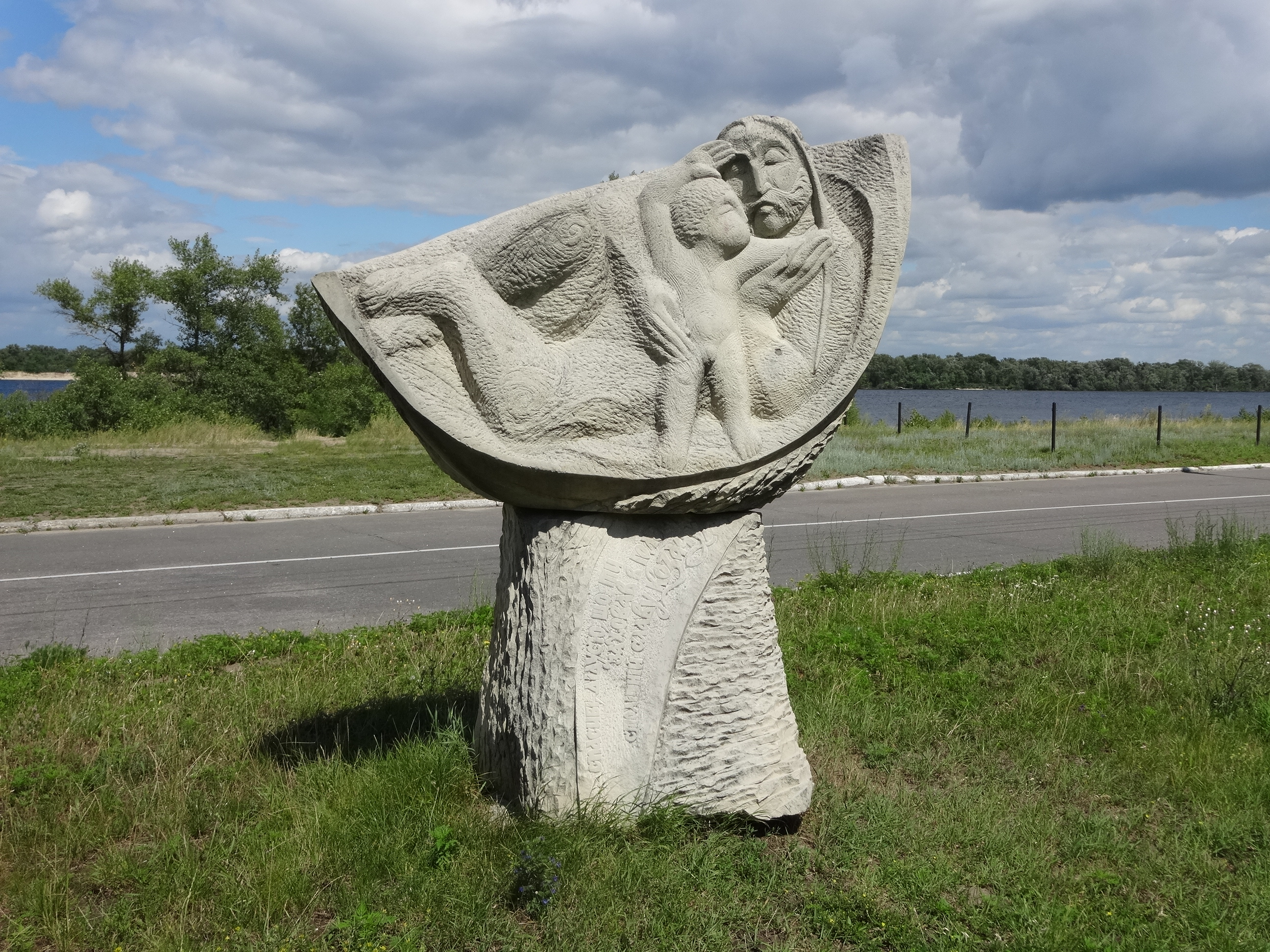
«Спасибі, дідусю»
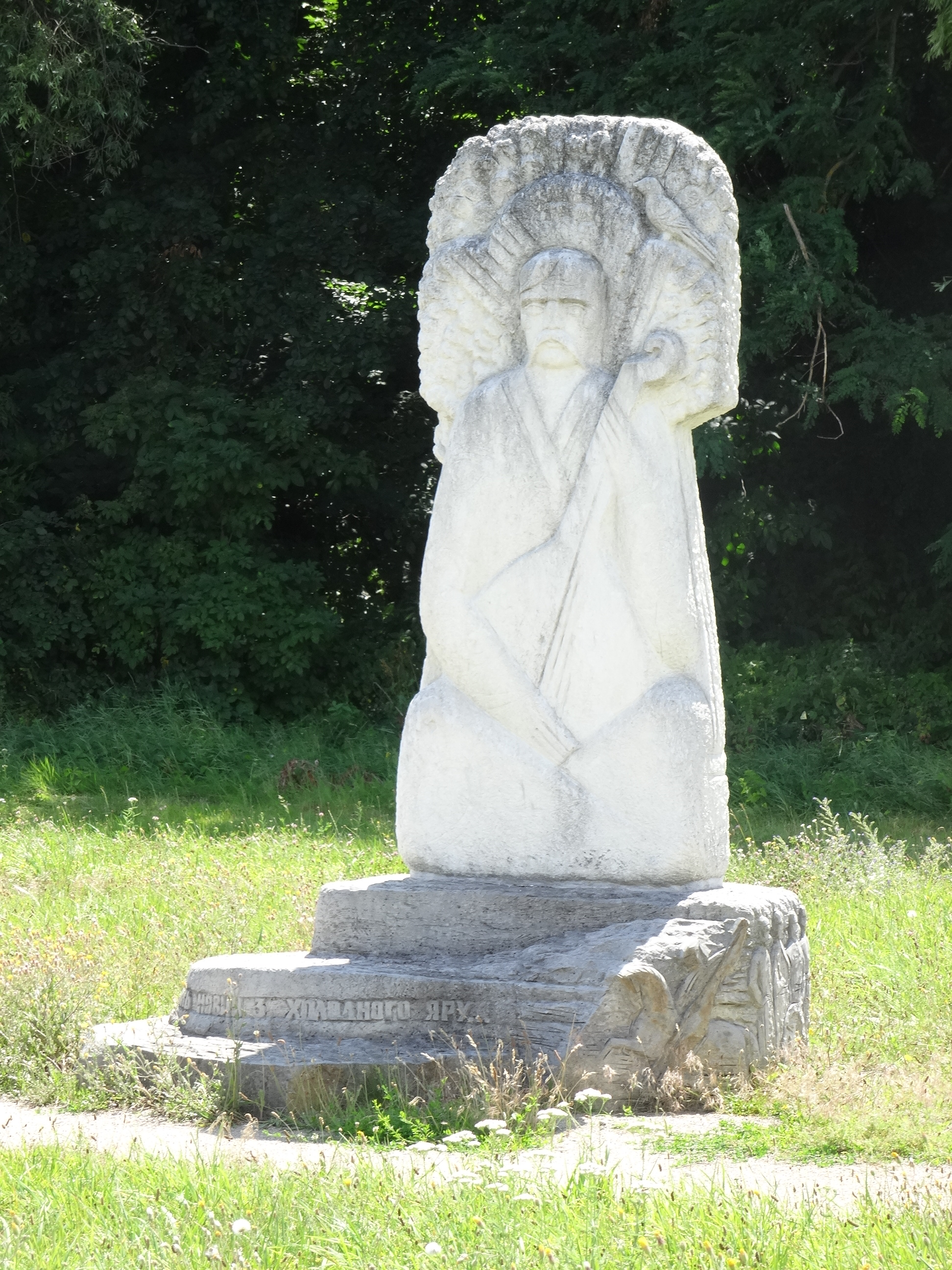
«Козак Мамай»
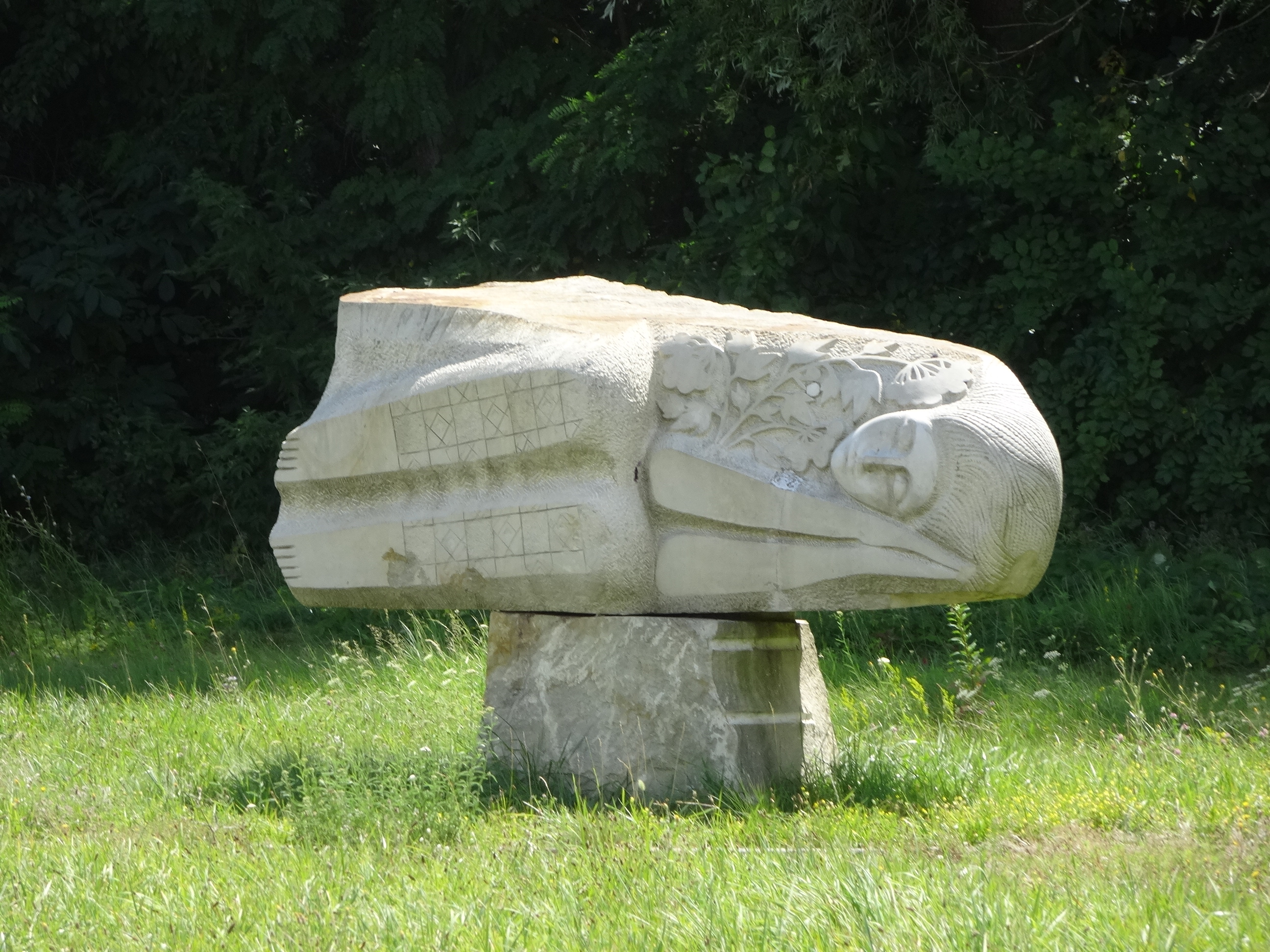
«Сон»
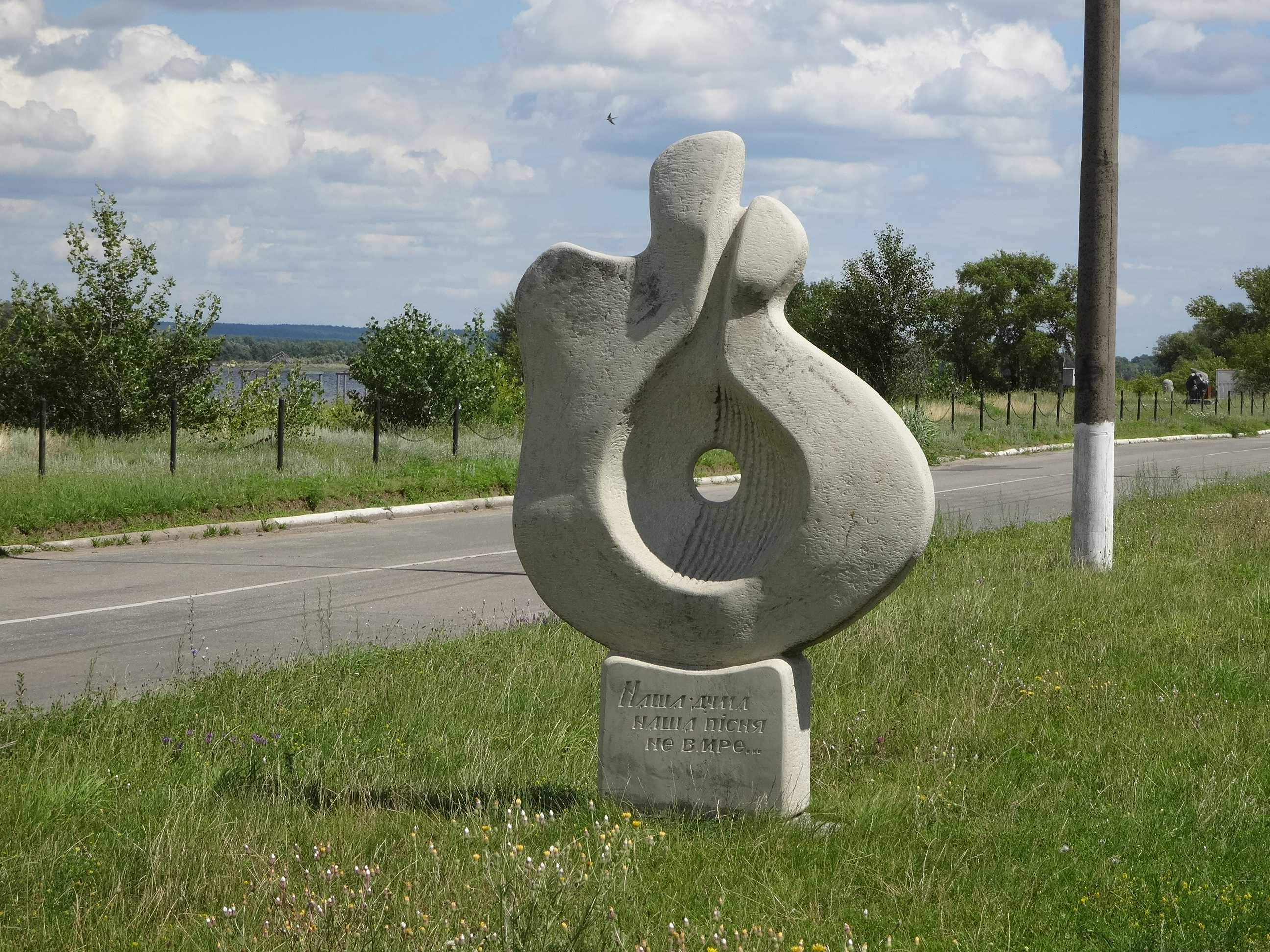
«Наша дума, наша пісня»
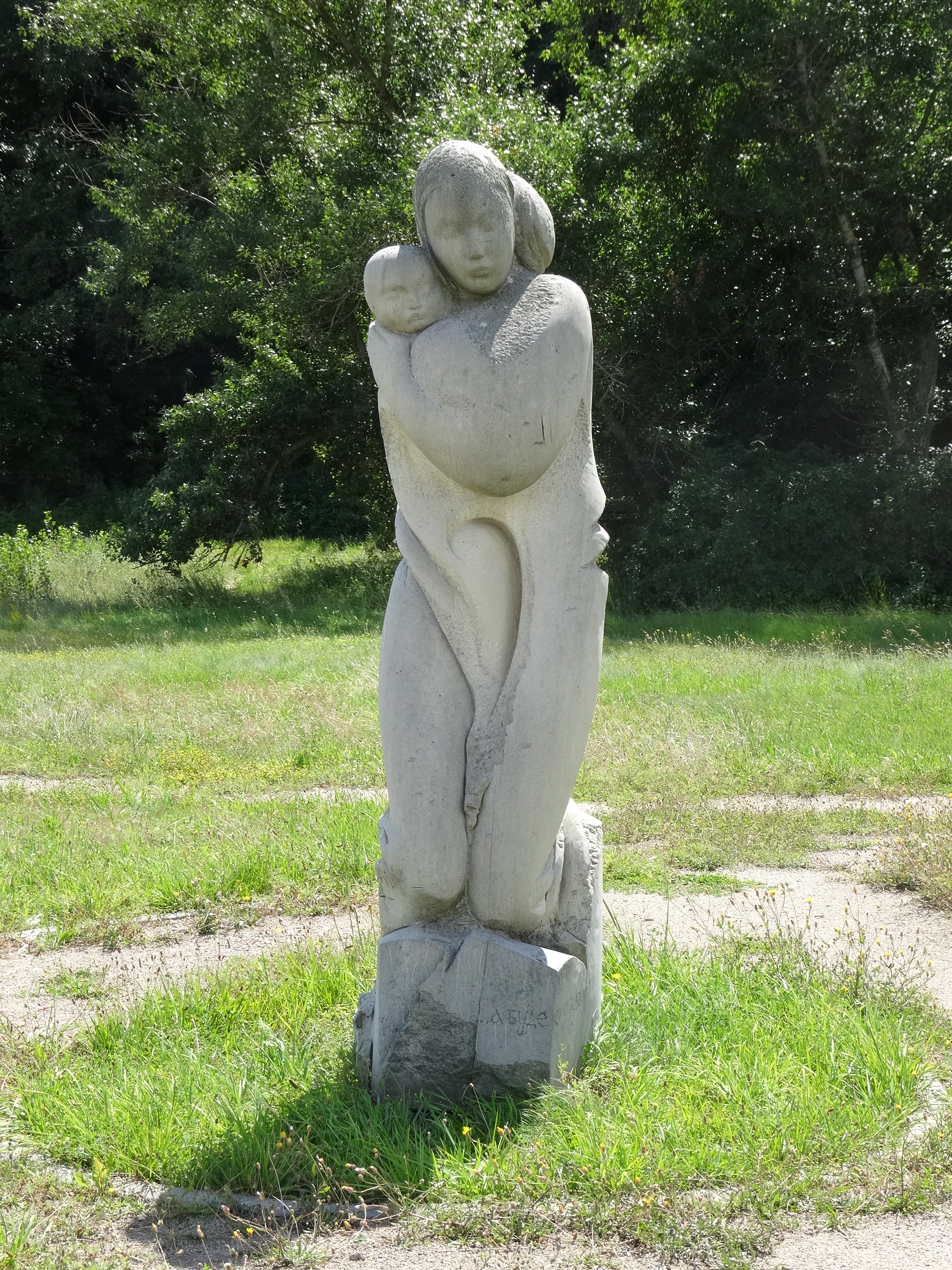
«І на оновлений землі... Буде син і буде мати...»
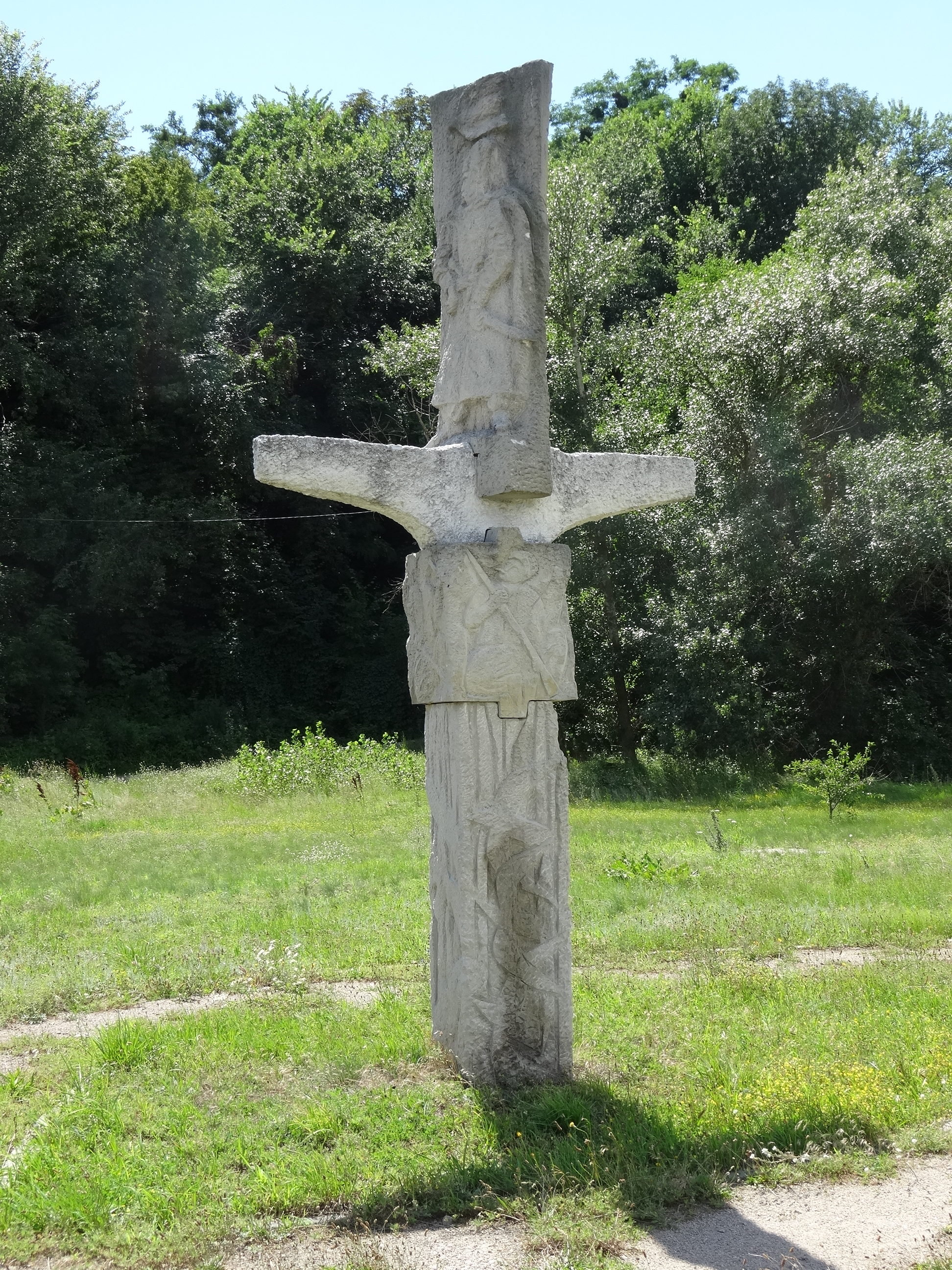
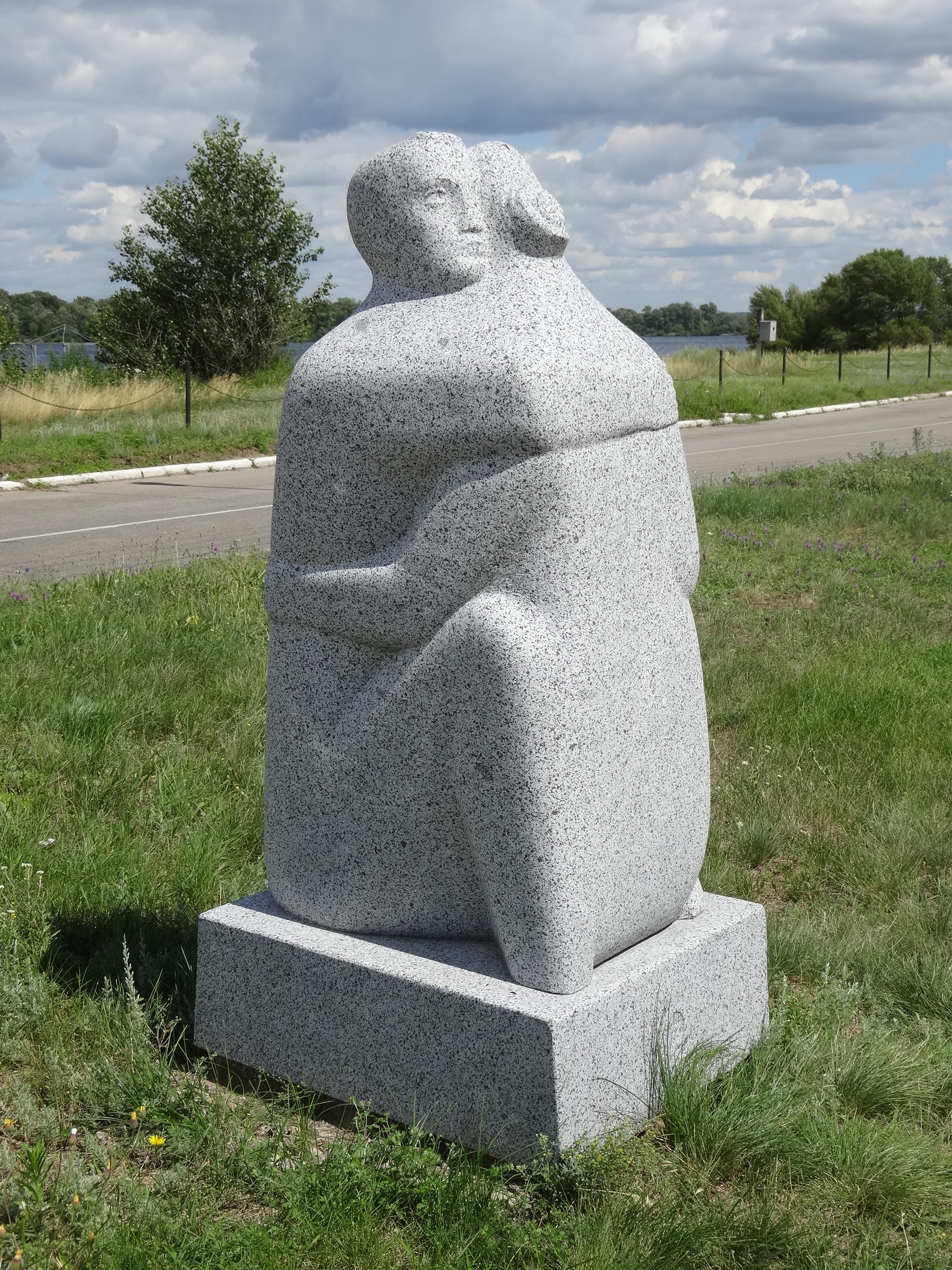